# Generał kawalerii
Generał kawalerii – stopień wojskowy, stanowiący część niderlandzkich wzorów na oznaczenie struktury, hierarchii i nazewnictwa stopni generalskich, przyjętych w XVI-XVII wieku przez armie wielu krajów Europy Zachodniej. Charakteryzowały się one rozbudowanymi stanowiskami dowódczymi, zaś okresem szczególnego ich rozwoju była wojna trzydziestoletnia.
Stopień ten funkcjonował w historycznych niemieckich siłach zbrojnych, takich jak Armia Prus, Armia Cesarstwa Niemieckiego czy Wehrmacht pod nazwą General der Kavallerie. Był on równoważny stopniom generała piechoty (General der Infanterie) i generała artylerii (Feldzeugmeister) w Armii Austro-Węgier. Jego odpowiednikiem w Wojsku Polskim jest generał broni.